# Roelofarendsveen
Roelofarendsveen est un village dans la commune néerlandaise de Kaag en Braassem, dans la province de la Hollande-Méridionale. Le 1er janvier 2004, le village comptait 10 950 habitants.

## Personnalités
- Bobbie Koek (1985-), actrice, réalisatrice et scénariste, née à Roelofarendsveen.

## Galerie

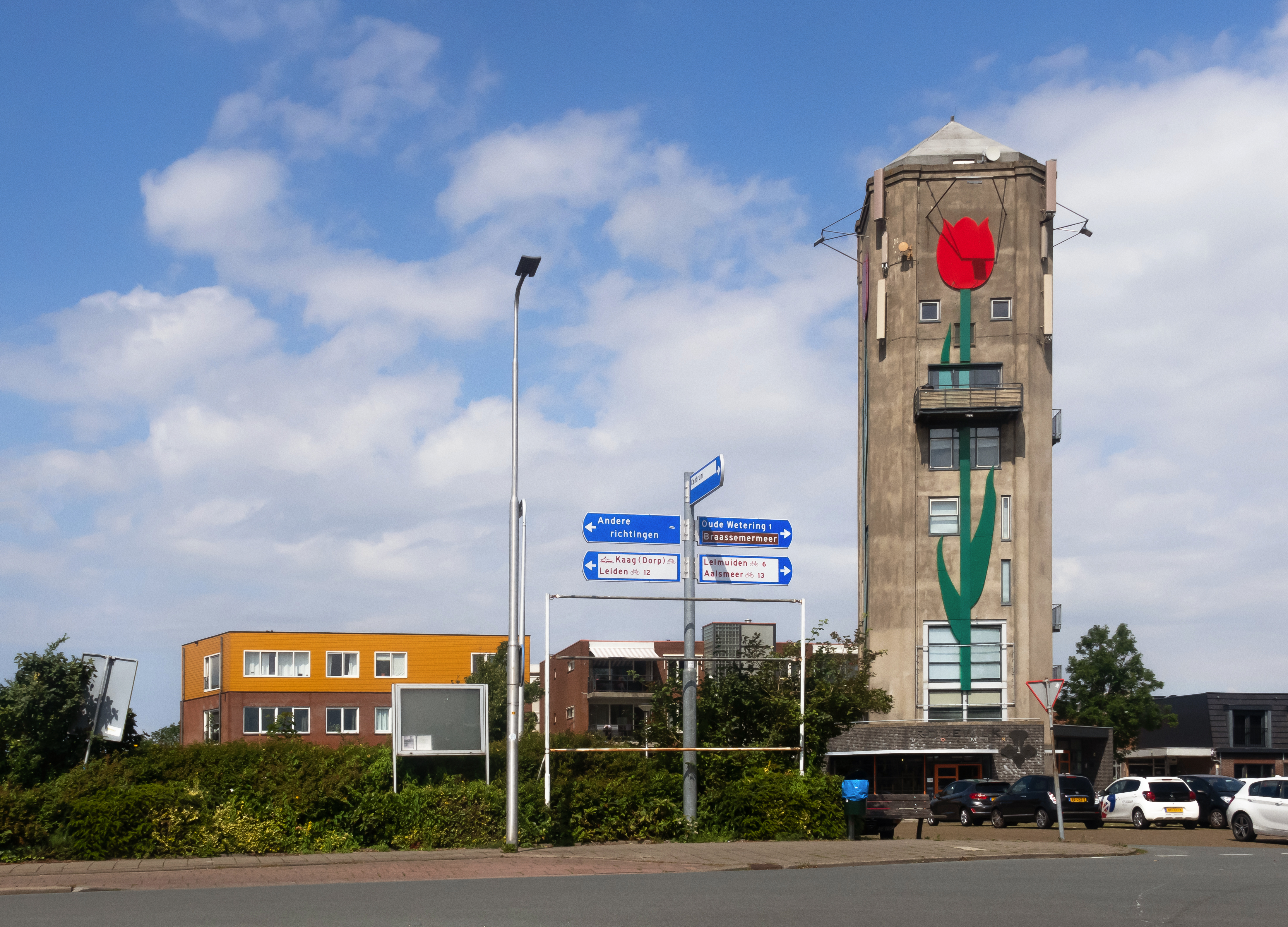
Roelofarendsveen, château d'eau dans la rue
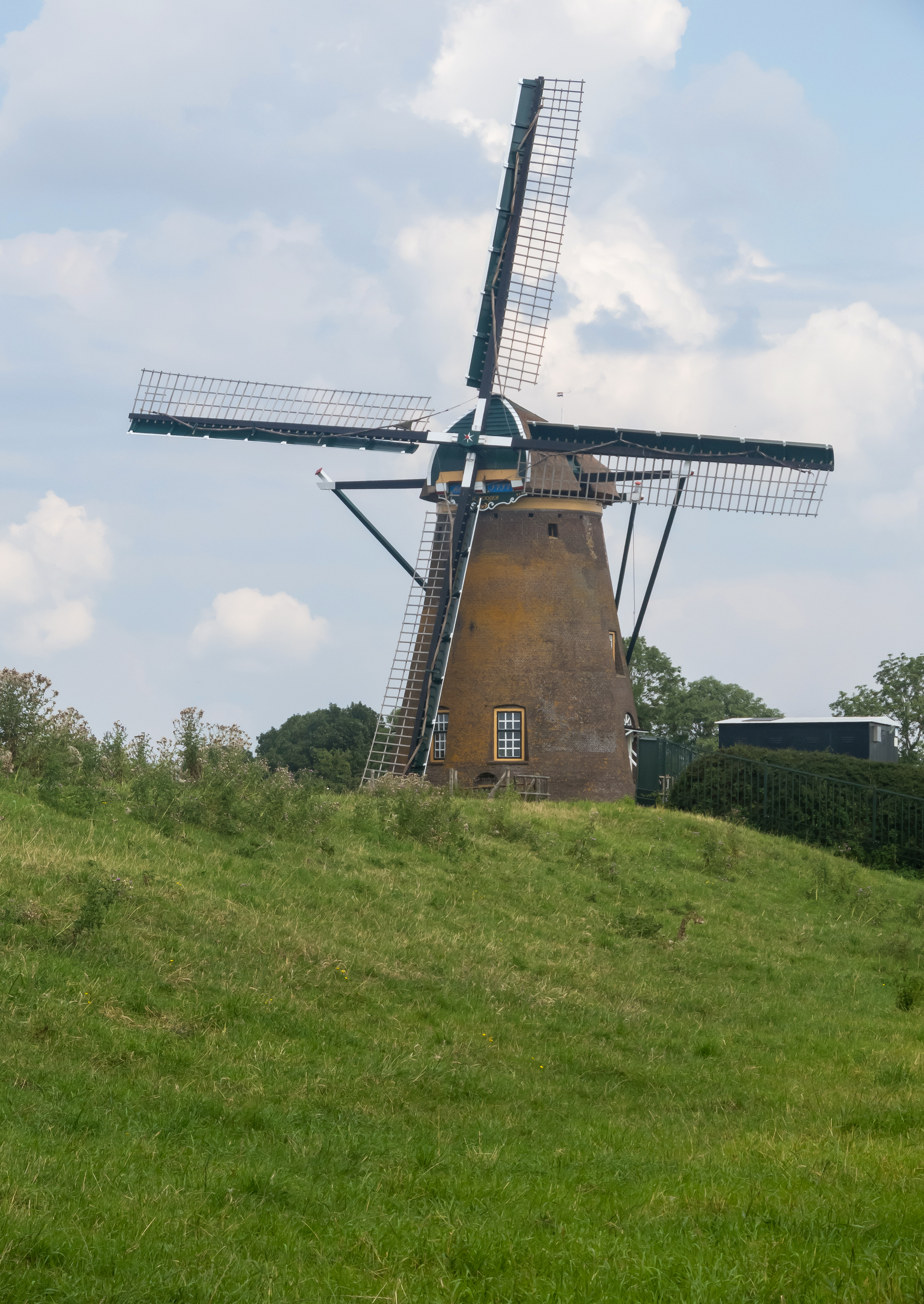
Roelofarendsveen, moulin: de Gorgermolen
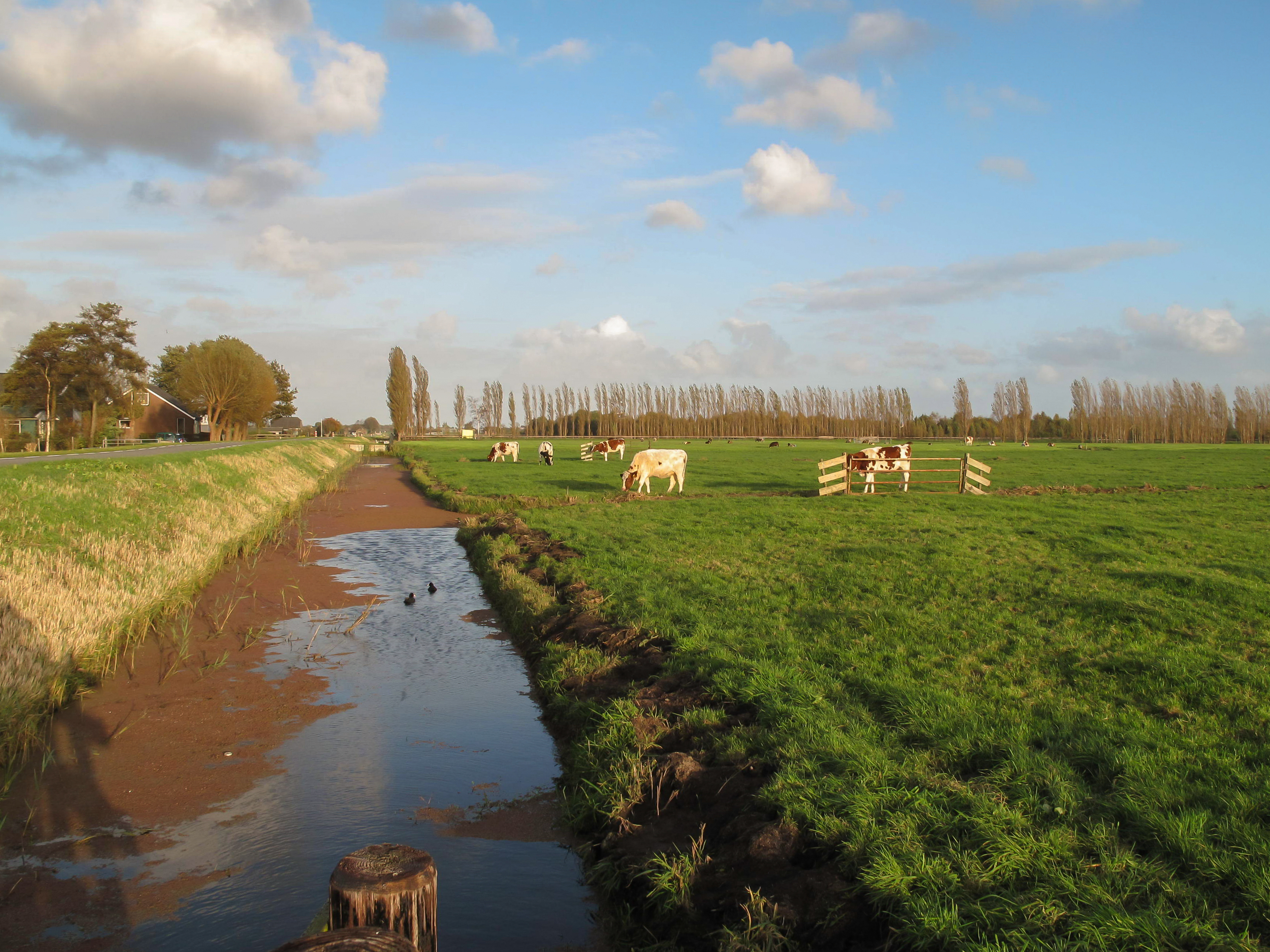
entre Roelofarendsveen et Hoogmade, le polder